# 하시모토 마이
하시모토 마이(橋本 まい, 1월 3일 ~ )는 일본의 성우이다. 후쿠시마현에서 태어났다.

## 출연작품

### TV 애니메이션
- CODE-E (에비하라 치나미)
- 지옥소녀 (2기 단역)
- 지구에… (단역)
- 도화월탄 (단역)
- 투러브 트러블 (쿠죠 린)

### OVA
- 베이비 프린세스 3d 파라다이스 0(러브) (유우나)

### 게임
- 무장신희（고양이형 마오차오）

### 라디오
- 모모이 하루코의 싱글벙글 RADIO (보조, 2007년 4월 ~）